# Bajiao, Shanxi
Bajiao är en köping i Kina. Den ligger i provinsen Shanxi, i den norra delen av landet, omkring 160 kilometer norr om provinshuvudstaden Taiyuan. Antalet invånare är 8 776. Befolkningen består av 4 121 kvinnor och 4 655 män. Barn under 15 år utgör 14,0 %, vuxna 15-64 år 76 %, och äldre över 65 år 9,0 %.
Runt Bajiao är det ganska tätbefolkat, med 75 invånare per kvadratkilometer. Bajiao är det största samhället i trakten. Trakten runt Bajiao består i huvudsak av gräsmarker.
Genomsnittlig årsnederbörd är 681 millimeter. Den regnigaste månaden är juli, med i genomsnitt 207 mm nederbörd, och den torraste är december, med 2 mm nederbörd.